# Cardiologia
Cardiologia (em grego:  Καρδιολογία lit. Estudo do Coração) é a especialidade médica que se ocupa do diagnóstico e tratamento das doenças que acometem o coração bem como os outros componentes do sistema circulatório. O médico especialista nessa área é o cardiologista.
Um dos exames mais comumente realizados, feito por rotina, durante uma consulta de cardiologia é o eletrocardiograma, que deverá ser interpretado e laudado pelo cardiologista.
Cardiologistas podem exercer suas profissões em diversas áreas, sendo as mais comuns:
- Interpretação de exames como eletrocardiograma, monitorização ambulatorial da pressão arterial (MAPA), holter, ecocardiograma e outros (etc)[4]
- Análise clinica de casos cardiológicos, tratando de maneira menos invasiva de problemas simples e prevenindo problemas futuros, são tratados com fármacos problemas como hipertensão arterial e a hipotensão arterial assim como alguns desfites de desempenho cardíaco.[5]
- Microcirurgia cardiológica, esta para realização de cirurgias ambulatoriais de pequena complexidade, como cauterização de varizes e vasos pequenos.[6]
- Cirurgião cardiológico, que atua com uma intervenção invasiva após diagnóstico dos especialistas anteriores.[7]